# 青年公园街道
青年公园街道，是中华人民共和国山東省济南市槐荫区下辖的一个乡镇级行政单位。

## 行政区划
青年公园街道下辖以下地区：
槐荫广场社区、汇统社区、前卫街社区和五里牌坊社区。